# 笠松町多目的運動場

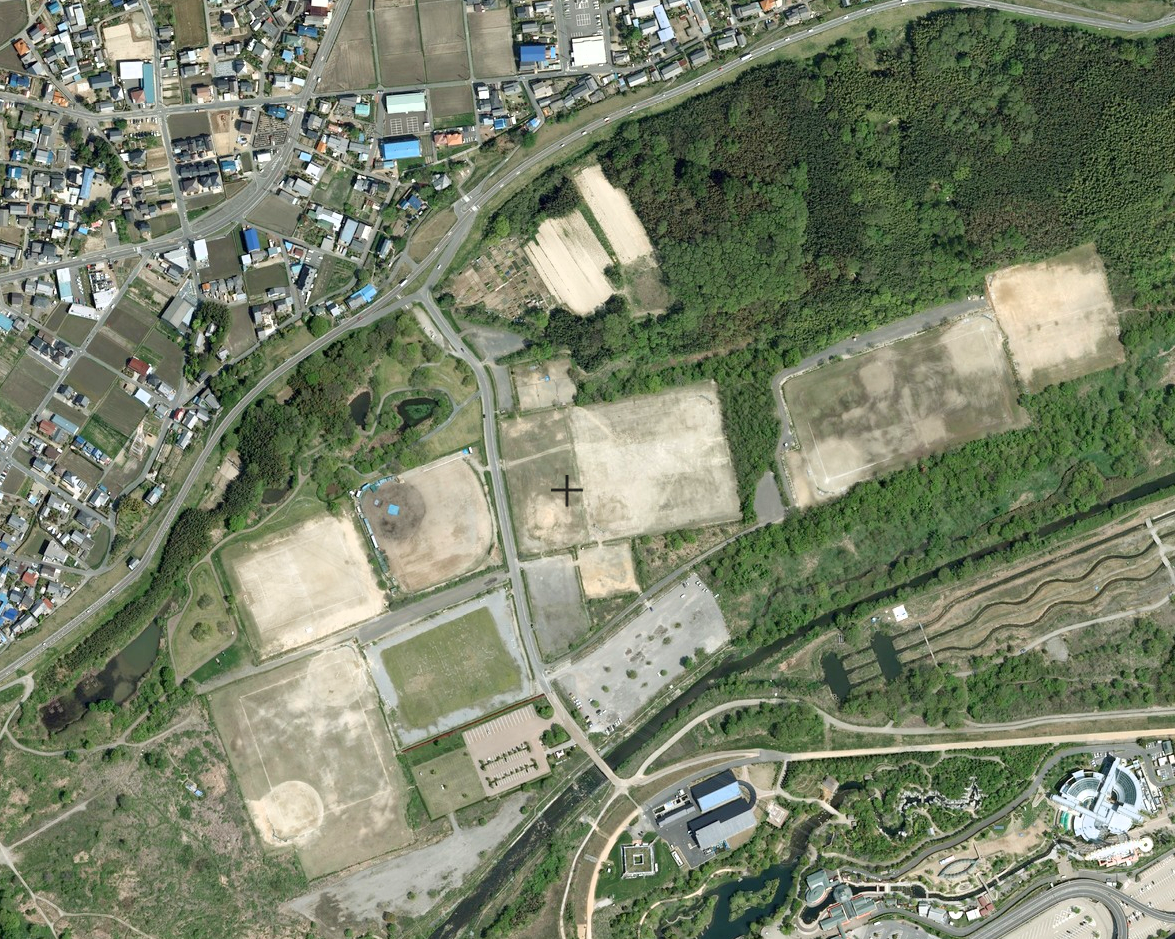
フットボールセンター完成前の2008年撮影

笠松町多目的運動場（かさまつちょうたもくてきうんどうじょう）は、岐阜県羽島郡笠松町にある運動場である。
通称は岐阜県フットボールセンター。JリーグのFC岐阜の練習場としても使用されている。

## 概要
2013年（平成25年）完成。同年4月20日のオープニングセレモニーが行われた。整備には日本サッカー協会の都道府県フットボールセンター整備助成事業、日本スポーツ振興センター及び岐阜県の支援が行われている。
管理運営は指定管理者の一般財団法人岐阜県サッカー協会が行う。
木曽川（北派川）河川敷にあり、河川の増水などの場合、使用できないことがある。

## 施設概要
全体の広さは19,522 m2。

### 多目的運動場A
- 広さは9,740 m2。
- 天然芝の運動場である。

### 多目的運動場B
- 広さは9,782 m2。
- 人工芝（ロングパイル人工芝）の運動場。サッカー場として使用される。
- 夜間照明、及び更衣室などとして使用するトレーラーハウスが数台設置されている。

## 利用案内
営業時間
- 多目的運動場A：6:00 - 18:00
- 多目的運動場B：6:00 - 21:30

利用料金
- 有料（笠松町内と町外で大きく異なる）。利用には岐阜県サッカー協会への事前予約が必要。

## 所在地
- 岐阜県羽島郡笠松町江川堤外（北派川河川敷）

## 交通アクセス
- 笠松町公共施設巡回町民バス「スポーツ交流館前」バス停より徒歩で約10分。

## 周辺施設
- 笠松町立下羽栗小学校
- 笠松町スポーツ交流館
- 河川環境楽園
  - 水辺共生体験館
  - 自然共生研究センター
  - 岐阜県水産研究所
  - 木曽川水園
- トンボ天国
- 笠松町民江川運動場
- 笠松町民米野運動場
- 笠松町勤労青少年運動場
- 岐南町民運動場[2]
- 岐阜県立岐阜工業高等学校野球グラウンド